# Matúš Lacko
Matúš Lacko (* 12. dubna 1987 nebo 13. dubna 1987, Bratislava, Československo) je slovenský fotbalový záložník momentálně hrající v FC Vysočina Jihlava.

## Klubová kariéra
Lacko přišel do klubu 1. SC Znojmo v roce 2005, kdy hrál klub Moravskoslezskou fotbalovou ligu. S klubem zažil postup ze třetí české ligy do druhé a v sezóně 2012/13 i do první.
V létě 2015 změnil dres a po deseti letech přestoupil do jiného moravského klubu FC Zbrojovka Brno. Za Zbrojovku nastoupil ve 40 ligových zápasech, branku nevstřelil. V prosinci 2016 po podzimní části sezóny 2016/17 v klubu skončil.